# Basilica del Bom Jesus
La Basilica del Bom Jesus è una chiesa dell'arcidiocesi di Goa e Damão e si trova nella città indiana di Goa Velha. La chiesa custodisce le reliquie di San Francesco Saverio e ha assunto la dignità di basilica minore nel 1946. Questo luogo di culto, assieme ad altri monumenti religiosi di Goa, sono stati dichiarati patrimonio dell'umanità dall'UNESCO.

## Storia
La chiesa originaria, nonostante le ritrosie iniziali a costruire un luogo di culto in tale sito, venne iniziata il 24 novembre 1594, per essere terminata il 15 maggio 1605. Un imponente incendio danneggiò gravemente parte dell'edificio nel 1663. Nel 1783 la chiesa venne ricostruita. Nel 1946 la chiesa venne elevata a basilica minore.

## Descrizione
La chiesa è in stile barocco. La facciata principale dell'edificio ha un ingresso centrale e due ingressi laterali di dimensioni minori. All'interno è presente la cappella, decorata con dipinti sulla vita di San Francesco Saverio, in cui sono custoditi, in una teca d'argento, i resti mortali del Santo. Anche la teca ha inciso, su ciascun lato, scene della vita di San Francesco Saverio. Una statua di Sant'Ignazio di Loyola è collocata sopra all'altare maggiore. Altri due altari, dedicati uno a Maria e l'altro a San Michele, sono posti in fondo alla navata. La volta dell'edificio è in legno.